# 역상
역상(酈商, ? ~ 기원전 180년)은 진나라 말기, 전한의 인물로, 전한 고조의 공신들 중 제6위이다. 탕군 진류현(陳留縣) 고양향(高陽鄕) 사람으로, 역이기의 아우다.

## 사적
진 이세황제 원년(기원전 209년) 진승 · 오광이 봉기할 당시에 수천 명의 무리를 모아 거느리고 있다가, 형 역이기가 유방에게 속해 진류를 함락하자 자신도 유방에게 귀순했다. 장사(長社) 공격에서 가장 먼저 성에 올라 신성군(信成君)의 작호를 받았고, 유방을 따라 관중에 들어가기 전까지 전공을 세웠으며 별군을 거느리고 한중을 평정했다.
기원전 206년, 항우가 진나라를 멸하고 패공 유방을 한왕으로 봉하자 신성군 · 농서도위를 맡았다. 삼진 침공에서는 옹나라의 북지군과 적나라의 상군을 평정했고, 옹나라의 군대를 몇 차례 무찔러 무성에 식읍 6천 호를 받았다. 이후 항우의 군대를 공격해 종리말과의 싸움에서 공을 세워 양나라 상국이 됐으며 식읍 4천 호를 더 받았다. 한왕 2년(기원전 205년)에는 호릉을 공격했다.
한왕 5년(기원전 202년) 항우가 죽고 한왕이 황제가 되고서 7월에 연왕 장도가 모반하자 진압군에 종군해 전공을 세우고 우승상이 됐으며 탁에 식읍 5천 호를 받았다. 우승상으로서 상곡군을 평정하고 대를 공격해 조나라 상국이 됐다. 이 권한으로 강후 주발 등과 함께 대와 안문을 평정하고 대의 승상 정종(程縱) · 수상 곽동(郭同) 등 고관 여럿을 사로잡았다. 태상황을 숙위했고 진희의 난 진압에서는 동원을 잔멸했다. 회남왕 영포의 난에서는 고제의 친정군에 속해 회남왕의 진형을 쳐 무너뜨렸다. 조나라 거록군에 있는 곡주 땅을 영토로 하는 곡주후에 봉해져 식읍 5천 1백 호를 받았고 이전의 봉읍은 모두 제했다.
고조 12년(기원전 195년), 고조가 죽자 황후 여후는 심이기와 상의하고 고조의 공신들을 전부 주멸하고자 고조의 상을 숨겼다. 이를 알게 된 어떤 사람이 역상에게 달려가 이 사실을 알렸고, 역상은 곧 심이기를 찾아가 진평과 관영은 10만의 군대로 형양에 주둔하고 번쾌와 주발이 노관의 난을 평정하러 또 20만 대군을 끌고 나간 점을 상기시켜, 여후가 공신들을 모조리 죽일려고 한다는 것을 알게 되면 이들 공신들이 밖(진평,관영,번쾌,주발.)과 안(고조의 나머지 공신들.)에서 동시다발적으로 반란을 일으킬 것이고, 또 공신들이 모조리 주멸되면 다음은 자신들의 차례라고 생각해 지방의 유씨 제후왕들도 반란을 일으키게 되어 여후는 순식간에 망하고 말 것이다라고 진언했고, 이를 들은 여후와 심이기는 이 계획을 중지하고 곧 발상했다. 전한 혜제와 고황후의 통치기에는 병이 들어 정무를 보지 못했다. 고황후가 죽자, 주발 · 진평 · 관영 등 대신들이 모의해 여씨들을 제거하고 정권을 황실에 돌리려 했으나 여씨 일족인 여산과 여록이 각각 남북군을 통솔하고 있어 태위인 주발로서도 군사를 지휘할 수 없었다. 역상의 아들 역기(酈寄)는 여록과 친했는데, 주발은 역상을 협박했고 역상은 역기에게 여록을 속여 주발이 북군을 여록에게서 빼앗아 여씨를 주멸하게 만들었다. 역상은 이 무렵에 죽었다.

## 가계
역상이 죽은 후, 아들 역기가 뒤를 이었다. 31년 후 법을 어겨 작위를 빼앗겼고, 역상의 다른 아들 역견이 뒤를 이었다.
원광(元光) 4년(기원전 131), 역수성이 뒤를 이었고, 이후 역세종이 이어받았다.
원정(元鼎) 2년(기원전 115), 역종근이 뒤를 이었으나 훗날 저주를 퍼부은 일 때문에 요참형에 처하였다.
원강(元康) 4년(기원전 62), 역상의 현손의 아들 역공이 집안을 다시 일으켰다.
원시(元始) 2년(2), 역상의 후손 역맹우 · 현손 역명우가 관내후(關內侯)에 봉해졌다.

### 관련 인물
역이기
옛 제나라 왕 전횡이 고조에게 귀순하려 했으나 역이기를 죽인 일 때문에 머뭇거리자, 고조에게서 전횡에게 형의 원수 보복하려는 행동을 금지당했다. 그러나 결국 전횡은 역상에 대한 부끄러움을 품은 채로 자결했다.